# Besar (vulkaan)
De Besar is een stratovulkaan in Zuid-Sumatra, Indonesië. De beboste vulkaan heeft een hoogte van 1900 meter en bezit een viertal actieve solfataren. In april 1940 is een freatische stoomeruptie waargenomen.
De vulkaan bevindt zich in het regentschap Ogan Komering Ulu Selatan, provincie Zuid-Sumatra.